# Comarca da Terra de Lemos
A Terra de Lemos is een comarca van de Spaanse provincie Lugo, gelegen in de autonome regio Galicië. De hoofdstad is Monforte de Lemos.

## Gemeenten
Bóveda, Monforte de Lemos, Pantón, A Pobra do Brollón, O Saviñao en Sober.